# Little Staughton
Little Staughton est une paroisse civile et un village du Bedfordshire, en Angleterre.